# Ranghöchste Offiziere des Bundesheeres seit 1956
Diese Listen geben einen  Überblick über die ranghöchsten Offiziere des Bundesheeres seit 1956, gegliedert in (1) die Inhaber der Funktion eines Chefs des Generalstabes/Generaltruppeninspektors als jeweils ranghöchste Soldaten der Republik Österreich; (2) die Inhaber der wichtigsten Leitungsfunktionen im Österreichischen Bundesheer im Zeitraum 1956 bis 1990; (3) Offiziere mit den Dienstgraden Brigadier, Generalmajor/Divisionär, Generalleutnant/Korpskommandant oder General in anderen Funktionen im Zeitraum 1956 bis 1980; (4) jene Offiziere, die seit 1991 den höchsten im österreichischen Bundesheer vorgesehenen Dienstgrad „General“ erreichten.

## Bezeichnungen
Der jeweils ranghöchste Funktionsträger des österreichischen Bundesheeres führte bis 2002 den Titel Generaltruppeninspektor. Ab dem 1. Dezember 2002 wurde diese Funktion durch den im Zuge einer Reorganisation der Führungsstruktur unter Verteidigungsminister Scheibner neu eingeführten Chef des Generalstabes ersetzt.
Von 1980 bis 2002 verwendete das Bundesheer nach Schweizer Vorbild anstelle von Generalmajor (GM)  den Dienstgrad Divisionär (Div) sowie anstelle von Generalleutnant (GenLt) den Dienstgrad Korpskommandant (KKdt).

## Ranghöchste Soldaten des österreichischen Bundesheeres seit 1956
| Titel                   | Funktionsträger    | Im Amt ab: |
| ----------------------- | ------------------ | ---------- |
| Chef des Generalstabes  | Rudolf Striedinger | 2022       |
| Chef des Generalstabes  | Robert Brieger     | 2018       |
| Chef des Generalstabes  | Othmar Commenda    | 2013       |
| Chef des Generalstabes  | Edmund Entacher    | 2008       |
| Chef des Generalstabes  | Roland Ertl        | 2002       |
| Generaltruppeninspektor | Horst Pleiner      | 1999       |
| Generaltruppeninspektor | Karl Majcen        | 1990       |
| Generaltruppeninspektor | Othmar Tauschitz   | 1986       |
| Generaltruppeninspektor | Heinz Scharff      | 1981       |
| Generaltruppeninspektor | Hubert Wingelbauer | 1977       |
| Generaltruppeninspektor | Anton Leeb         | 1971       |
| Generaltruppeninspektor | Otto Seitz         | 1970       |
| Generaltruppeninspektor | Erwin Fussenegger  | 1956       |

Zeitleiste siehe: Österreichs Bundesheer: Bundesminister und Höchste Offiziere seit 1956

## Inhaber leitender Stellen im österreichischen Bundesheer 1956–1990
In dieser nach Funktionsperioden gegliederten Liste wird der jeweils höchste in der Funktionsperiode erreichte Dienstgrad angegeben. Mit Stern (*) markierte Offiziere haben den höchsten im österreichischen Bundesheer vorgesehenen Dienstgrad „General“ zu einem späteren Zeitpunkt erreicht.

### 1956–1962
Generaltruppeninspektor: GdI Erwin Fussenegger
Sektionsleiter im Bundesministerium für Landesverteidigung:
- Sektion I: GdA Emil Liebitzky (bis 1957), GM August Rüling*
- Sektion II: GdI Erwin Fussenegger
- Sektion III: GM Otto Mitlacher* (seit 1957)

Gruppenbefehlshaber:
- Gruppe I: GM Leo Waldmüller*
- Gruppe II: GM Werner Vogl*
- Gruppe III: GM Otto Seitz* (bis 1961), GM Zdenko Paumgartten*
- Luftstreitkräfte: GM Paul Lube*

Brigadekommandanten:
- 1: Obst dG Josef Knotzer
- 2: Obst dG Ignaz Reichel*
- 3: Obst Franz Zejdlik
- 4: Obst dhmD Edmund Rothansel (bis 1960), Obst dG Hubert Obermair*
- 5: Obst Svetozar Adamovic († 1958), Obst Hans Pommer
- 6: Obst dG Friedrich Brunner
- 7: Obst Anton Holzinger
- 8: Obst dG August Rüling*  (bis 1957), Obstlt Friedrich Birsak (bis 1959), Obst Reinhold Mössler
- 9 (Pz – ab 1960): Obst dG Emil Spannocchi*

Akademiekommandant:
- Kdt TherMilAk: Obst Erwin Starkl (bis 1956), Obst dhmD Josef Heck († 1959), GM Erich Watzek

Intendanz/Sanität:
- Heeresintendanzchef: GenInt Franz Zobel
- Heeressanitätschef: GenArzt Sigmund Spiegelfeld

### 1962–1970
Generaltruppeninspektor: GdI Erwin Fussenegger
Sektionsleiter im Bundesministerium für Landesverteidigung:
- Sektion II: GdPz August Rüling (bis 1969), GM Gustav Weinkopf
- Sektion III: GdI Otto Seitz
- Sektion IV: GM Otto Mitlacher* (bis 1963), GdA Werner Vogl

Gruppenbefehlshaber:
- Gruppe I: GdA Leo Waldmüller († 1968), GdA Ignaz Reichel
- Gruppe II: GM Werner Vogl* (bis 1963), GdI Albert Bach
- Gruppe III: GM Otto Seitz* (bis 1961), GM Zdenko Paumgartten* (bis 1968), GM Hubert Obermair*
- Luftstreitkräfte: GM Paul Lube*

Militärkommandanten: (seit 1963)
- Burgenland: Bgdr Josef Knotzer
- Kärnten: Obst Anton Holzinger (bis 1966), Bgdr Karl Tollschein
- Niederösterreich: Bgdr Ignaz Reichel* (bis 1968), Bgdr Franz Zejdlik
- Oberösterreich: Obst dG Hubert Obermair* (bis 1965), Obst dG Friedrich Lawatsch
- Salzburg: Obst Reinhold Mössler (bis 1966), Obst dG Ludwig Ehm
- Steiermark: Bgdr Hans Pommer
- Tirol: Bgdr Friedrich Brunner (bis 1966), Obst Alfred Neumayr
- Vorarlberg: Bgdr Friedrich Brunner (bis 1963), Obst Alois Uiberacker (bis 1969), Obst Lothar Simma
- Wien: Obst Josef Gerstmann

Brigadekommandanten:
- 1: Obst dG Otto Heller* (bis 1966), Obst dG Paul Haydvogel
- 3: Obst Franz Zejdlik (bis 1964), Obst Paul Dernesch
- 4: Obst dG Paul Klein (bis 1965), Obst dG Mario Duic (bis 1966), Obst dG Ernest Bernadiner* (bis 1967), Obst dG Ferdinand Foltin (bis 1968), Obst dG Anton Gasslhuber
- 5: Obst dG Otto Auswöger* (bis 1966), Obst dG Herbert Paulewicz
- 6: Obst Alfred Neumayr (bis 1966), Obst dG Norbert Stampfer
- 7: Obst Julius Grund
- 9: Obst dG Nikolaus Chorinsky (bis 1966), Obstlt dG Karl Liko

Akademiekommandanten: 
- Kdt StbAk/LVAk: Obst dG Albert Bach* (bis 1962), GM Emil Spannocchi*
- Kdt TherMilAk: GM Erich Watzek

Intendanz/Sanität:
- Heeresintendanzchef: GenInt Franz Zobel
- Heeressanitätschef: GenArzt Sigmund Spiegelfeld (bis 1963), GenArzt Walter Pervulesko (bis 1968), GenArzt Johannes Schmid

### 1971–1980
Generaltruppeninspektor: GdI Otto Seitz (bis 1971), GdI Anton Leeb (bis 1977), GdI Hubert Wingelbauer
Sektionsleiter im Bundesministerium für Landesverteidigung:
- Sektion III: GdI Otto Seitz (bis 1971), GdPz Gottfried Koiner (bis 1976), GdI Hubert Wingelbauer (bis 1977), GdPz Emil Spannocchi (zugl. Kdt LVAk)
- Sektion IV: GdA Gustav Weinkopf (bis 1976), GdI Erwin Jetzl (bis 1979), Gen Raimund Truxa

Gruppenbefehlshaber: (bis 1973):
- Gruppe I: GdA Ignaz Reichel
- Gruppe II: GdI Albert Bach (bis 1972), GM Otto Auswöger*
- Gruppe III: GdA Hubert Obermair
- Luftstreitkräfte: GdFl Paul Lube (bis 1971)

Armeekommando: (ab 1973)
- Armeekommandant: GdPz Emil Spannocchi
- Chef des Stabes: GM Karl Wohlgemuth* (bis 1976), GM Ernest Bernadiner*

Korpskommandanten: (ab 1974)
- I. Korps: GdI Otto Auswöger  (bis 1977), Gen Hellmut Berger (bis 1979), GM Alexius Battyan*
- II. Korps: GdA Hubert Obermair (bis 1976), Gen Karl Wohlgemuth

Divisionskommandanten: (ab 1975):
- 1. PzGren Div: GM Johann Tretter*
- Fliegerdivision: GM Josef Haiböck (bis 1977), GM Gustav Golja

Militärkommandanten:
- Burgenland: Bgdr Josef Knotzer (bis 1975), Obst Karl Schulmeister (bis 1978), Obst dG Siegbert Kreuter*
- Kärnten: Bgdr Josef Gerstmann (bis 1973), Bgdr Julius Grund (bis 1977), Bgdr Michael Annewanter
- Niederösterreich: Bgdr Franz Zejdlik (bis 1971), Bgdr Herbert Müller-Elblein (bis 1976), Bgdr Ernst Maerker
- Oberösterreich: GM Friedrich Lawatsch (bis 1978), GM Karl Schöller
- Salzburg: Obst dG Ludwig Ehm (bis 1976), Obst dG Anton Gasselhuber († 1977) Obst dG Hans Riedl
- Steiermark: Bgdr Hans Pommer (bis 1971), Bgdr Alexius Battyan*
- Tirol: Bgdr Alfred Neumayr (bis 1975), Obst dG Winfried Mathis
- Vorarlberg: Obst Lothar Simma
- Wien: Bgdr Anton Fuhrmann (bis 1973), Bgdr Karl Schrems*

Brigadekommandanten:
- 1: Obst dG Paul Haydvogel (bis 1971), Obst Karl Schulmeister (bis 1975)
- 3: Obst dG Ernst Maerker (bis 1976), Obst dG Josef Marolz* (bis 1979), Obst dG Richard Bondi*
- 4: Obst dG Anton Gasslhuber (bis 1976), Obst dG Johann Mittendorfer*
- 5: Bgdr Herbert Paulewicz (bis 1977)
- 6: Bgdr Norbert Stampfer (bis 1977)
- 7: Obst Julius Grund (bis 1973), Obst dG Michael Annewanter (bis 1977)
- 9: Obst dG Karl Liko (bis 1972), Obst dG Johann Tretter*  (bis 1975), Obst Karl Malina (bis 1976), Obst dG Peter Koman (bis 1979), Obst dG Heinz Danzmayer

Akademiekommandanten:
- Kdt LVAk: GM Emil Spannocchi* (bis 1973), GM Mario Duic (bis 1975), GdPz Wilhelm Kuntner
- Kdt TherMilAk: GM Erich Watzek (bis 1971), Gen Alois Nitsch

Intendanz/Sanität:
- Heeresintendanzchef: GenInt Franz Zobel (bis 1972), Leiter Grp Intendanzwesen: Gen dIntD Rudolf Forenbacher (bis 1977), GM Eduard Uhl
- Heeressanitätschef: GenArzt Johannes Schmid

### 1981–1990
Generaltruppeninspektor: Gen Heinz Scharff (bis 1985), Gen Othmar Tauschitz
Sektionsleiter im Bundesministerium für Landesverteidigung:
- Sektion III = Armeekommando
- Sektion IV: Gen Raimund Truxa (bis 1984), Gen Othmar Tauschitz (bis 1985), Gen Peter Corrieri

Armeekommando:
- Armeekommandant: GdPz Emil Spannocchi (bis 1981), Gen Ernest Bernadiner (bis 1984), Gen Johann Philipp (bis 1991)
- Chef des Stabes: Divr Ernest Bernadiner* (bis 1981), Gen Viktor Fortunat

Korpskommandanten:
- I. Korps: Gen Alexius Battyan (bis 1985), Gen Eduard Fally
- II. Korps: Gen Karl Wohlgemuth (bis 1982), Gen Johann Tretter (bis 1988), Gen Johann Mittendorfer

Divisionskommandanten:
- 1. PzGrenDiv: Divr Johann Tretter* (bis 1982), Gen August Ségur-Cabanac (bis 1987), Divr Josef Marolz*
- Fliegerdivision: Kkdt Gustav Golja (bis 1984), Divr Othmar Pabisch*

Militärkommandanten:
- Burgenland: Divr Siegbert Kreuter* (bis 1985), Divr Friedrich Dialer
- Kärnten: Kkdt Michael Annewanter (bis 1982), Divr Maximilian Liebminger
- Niederösterreich: Kkdt Ernst Maerker (bis 1986)
- Oberösterreich: Divr Karl Schöller
- Salzburg: Kkdt Hans Riedl (bis 1982), Bgdr Engelbert Lagler*
- Steiermark: Divr Hubert Albrecht
- Tirol: Divr Winfried Mathis (bis 1983)
- Vorarlberg: Divr Friedrich Materna (bis 1984)
- Wien: Gen Karl Schrems (bis 1981), Divr Karl Majcen*

Akademiekommandanten:
- Kdt LVAk: Gen Lothar Brósch-Fohraheim (bis 1985), Gen Karl Schaffer
- Kdt TherMilAk: Divr Johann Philipp* (bis 1984), Divr Adolf-Erwin Felber

Intendanz/Sanität:
- Leiter Grp Intendanzwesen: Divr Eduard Uhl (bis 1983), Gen Gottfried Zauner
- Heeressanitätschef: GenArzt Johannes Schmid (bis 1987)

## Offiziere mit Generalsdienstgraden in anderen Funktionen 1956–1980
General (Gen):
Gen Franz Fikeis, Gen August Fischer-See, GdI Johann Freihsler, Gen Adolf Gaspari, Gen Heinrich Jordis-Lohausen, Gen Robert Lang, Gen  Karl Lütgendorf, GdPz Karl Ruby
Generalleutnant (GenLt) / Korpskommandant (KKdt):
GenLt Oskar Bernt, Kkdt Marius Dadak, Kkdt Günther Hoy
Generalmajor (GM) / Divisionär (Div): 
GM Friedrich Adrario, GM Franz Attems-Petzenstein, GM Josef Bizek, GM Heinrich Demblin de Ville, GM Gerhard Donat, Divr Fritz Fischer, Divr Franz Freistetter, GM Maximilian Grohs, GM Franz Hajny, GM Franz Haubl, Divr Hans-Heinz Haufler, GM  Franz Nahrgang, GM Karl Österreicher, GM Bruno Rainer, GM Otto Scholik, GM Paul Wimmer
Brigadier (Bgdr):
Bgdr Alfred Bauer, Bgdr Johann Böhm, Bgdr Alexander Buschek, Bgdr Gustav Habermann, Bgdr Arthur Huschak, Bgdr Otto Klein, Bgdr Anton Mader, Bgdr Herbert Nekola, Bgdr Hugo Onjerth, Bgdr Roland Rabenstein, Bgdr Franz Vecernik, Bgdr Otto Vymetal, Bgdr Gerhard Zoppoth

## Offiziere des Bundesheeres mit dem Dienstgrad „General“ seit 1991
Offiziere, die den Dienstgrad „General“ als Generaltruppeninspektor oder Chef des Generalstabes erhielten, sind hier nicht erneut aufgeführt.
- Richard Bondi, Leiter der Militärmission Brüssel
- Franz Eckstein
- Erich Eder, Kdt LVAk 1990–1996
- Karl-Heinz Fitzal (* 1945)
- Erich Fraydl
- Gerhard Fuchs
- Günther Greindl (* 1939), Gen 2002
- Wilhelm Hausleithner, GenArzt
- Otto Heller
- Friedrich Hessel, Stellvertreter von Generaltruppeninspektor Pleiner, Gen 2002
- Günter Höfler (* 1953), Gen 2018
- Friedrich Hötzl, Leiter der Sektion I im BMLV, Gen 2002
- Friedrich Jira, GenArzt
- Erich Kasimir
- Gerhard Keltscha (1940–2005), Leiter der Sektion III im BMLV, Gen 2002
- Ernest König, Kdt LVAk 1996–2001
- Siegbert Kreuter (* 1929), Gen 1994
- Franz Eduard Kühnel (1942–2019)
- Hans-Wilhelm Lachnit
- Engelbert Lagler (1939–2022), Kdt II. Korps, Gen 2001
- Josef Marolz
- Josef Mayer, GenArzt
- Manfred Mitterbauer (* 1941), Gen 2002
- Walter Mühlbacher
- Othmar Pabisch (1938–2022), Gen 1998
- Alfred Plienegger, Kdt I. Korps, Gen 2002
- Josef Pollhammer
- Gerald Propst, Leiter der Sektion III im BMLV
- Adolf Radauer, Adjutant des Bundespräsidenten
- Alfred Schätz (* 1940), Gen 2003
- Raimund Schittenhelm  (* 1947), Kdt LVAk 2001–2011
- Hubertus Trauttenberg  (* 1941), Gen 2002